# محوطه و گورستان بیرجد ۴
محوطه و قبرستان بیرجد ۴ مربوط به دوره اشکانیان است و در شهرستان ایرانشهر، بخش مرکزی، دهستان نایگون، ۱۷/۵ کیلومتری جنوب شرق اله آباد نایگون واقع شده و این اثر در تاریخ ۲۶ اسفند ۱۳۸۷ با شمارهٔ ثبت ۲۵۹۲۷ به‌عنوان یکی از آثار ملی ایران به ثبت رسیده است.